# Merremia
Merremia ist eine Pflanzengattung in der Familie der Windengewächse (Convolvulaceae). Die seit 2017 nur noch etwa 54 Arten sind von den Tropen bis Subtropen Amerikas, Afrikas und Asiens verbreitet und kommen in Asien auch bis in die gemäßigten Gebieten vor.

## Beschreibung
Merremia-Arten sind behaarte oder unbehaarte Kletterpflanzen, die meist krautig wachsen. Die Laubblätter sind ganzrandig, gelappt oder mit drei bis sieben Teilblättern gefingert oder fußförmig zusammengesetzt.
Die Blüten stehen einzeln in den Blattachseln oder in wenig-blütigen Zymen an langen Stielen. Die Blütenstände werden von kleinen Tragblättern begleitet, diese sind linealisch oder lanzettlich.
Die zwittrigen Blüten sind radiärsymmetrisch mit doppelter Blütenhülle. Die Kelchblätter sind nahezu gleich lang und langgestreckt oder elliptisch geformt. Die Krone ist glockenförmig und weiß, gelb oder violett gefärbt; gelegentlich ist sie leicht gelappt. Die Staubblätter und der Stempel stehen nicht über die Krone hinaus. Die Staubfäden können gleich lang oder aber leicht ungleich lang sein. Die Staubbeutel sind nach dem Aufspringen meist gedreht. Die Pollenkörner sind glatt. Der Fruchtknoten ist meist unbehaart, besteht aus zwei oder drei Fruchtblättern mit vier bis sechs Samenanlagen. Der Griffel ist fadenförmig, die Narbe ist kugelig oder zweikugelig.
Die Kapselfrüchte sind dünnwandig und werden vom sich vergrößernden Kelch umgeben. Sie springen vierkammerig oder unregelmäßig auf. Sie enthalten vier bis sechs Samen, selten weniger oder nur einer. Die Samen sind unbehaart oder behaart.
Die Chromosomenzahl beträgt meist 2n = 30, seltener 32 oder 58.

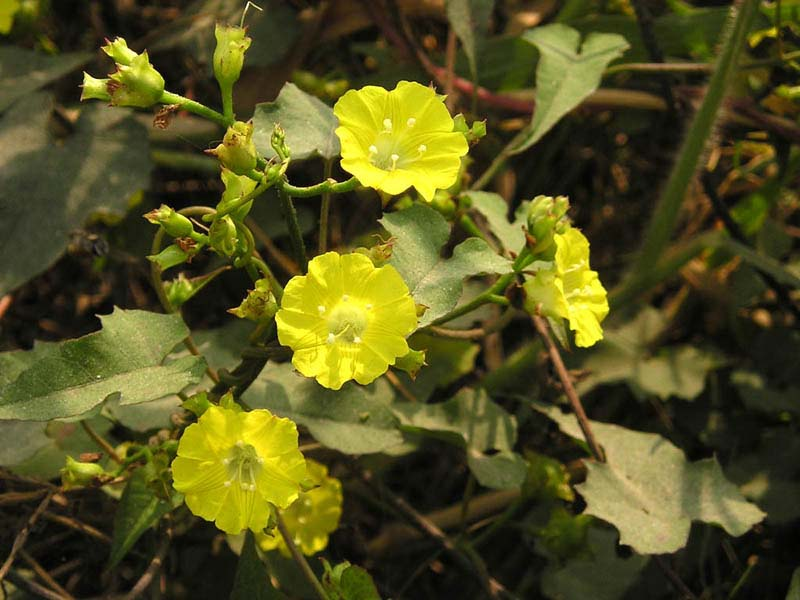
Merremia hederacea

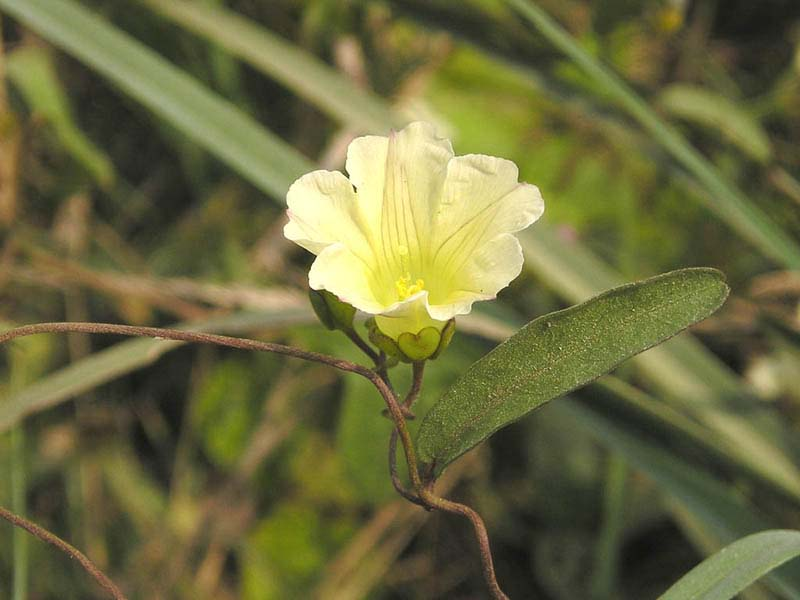
Merremia hirta

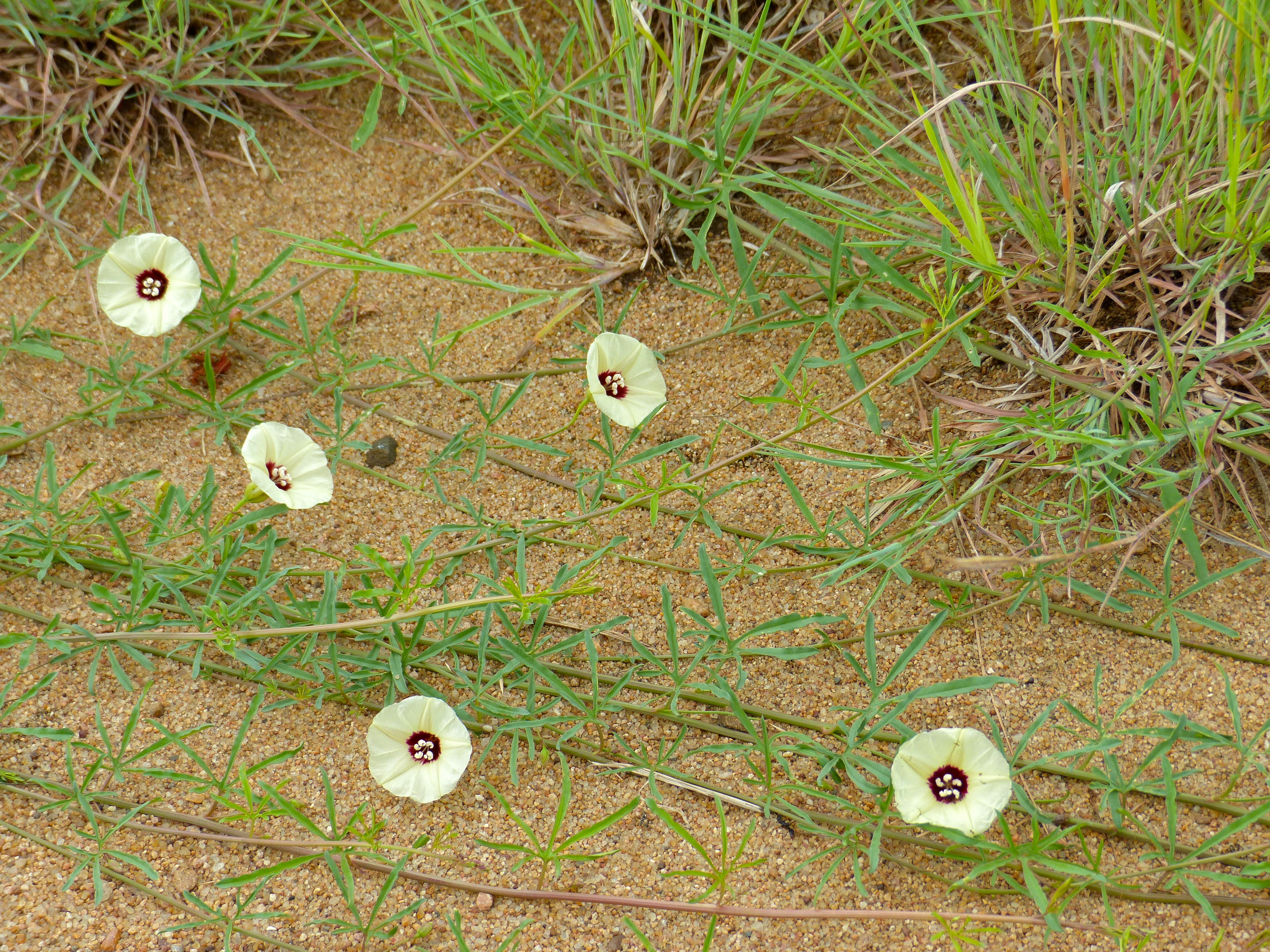
Merremia palmata

## Systematik und Verbreitung
Die Gattung Merremia wurde 1841 durch August Wilhelm Dennstedt in Stephan Ladislaus Endlicher: Genera Plantarum (Suppl. 1) 18, S. 1403 aufgestellt. Der Gattungsname Merremia ehrt den deutschen Naturwissenschaftler Blasius Merrem (1761–1824). Synonyme für Merremia Dennst. ex Endl. nom. cons. sind: Merremia Dennst. (1818 ungültig veröffentlicht), Spiranthera Bojer ex Desjardins nom. illeg. Skinneria Choisy. Seit 2017 werden durch A.R.Simões & George William Staples zahlreiche Arten neu in die Gattung Distimake Raf. oder Carmonea Raf. gestellt.
Die Gattung wird innerhalb der Convolvulaceae in die unter Vorbehalt aufgestellte Tribus Merremieae eingeordnet.
Das Verbreitungsgebiet der etwa 54 Arten umfasst die Tropen und Subtropen Amerikas, Afrikas und Asiens und reicht in Asien auch bis in die gemäßigten Gebiete.
Hier eine Auswahl der Arten:
- Merremia hederacea (Burm.f.) Hallier f.: Sie kommt von den Tropen und Subtropen der Alten Welt bis zu den Inseln im Pazifik vor.[1]
- Merremia hirta (L.) Merr.: Sie kommt vom tropischen und subtropischen Asien bis Queensland vor.[1]
- Merremia palmata Hallier f.: Sie kommt im tropischen und südlichen Afrika und in Indien vor.[1]
- Merremia sibirica (L.) Hallier f.: Sie kommt vom südlichen Sibirien bis zum westlichen Himalaja und bis ins fernöstliche asiatische Russland vor.[1]
- Merremia yunnanensis (Courchet & Gagnep.) R.C.Fang: Sie kommt in drei Varietäten in den chinesischen Provinzen Sichuan, Yunnan und Guizhou vor:[1]
  - Merremia yunnanensis var. glabrescens (C.Y.Wu) R.C.Fang: Sie kommt in Yunnan vor.[1]
  - Merremia yunnanensis var. pallescens (C.Y.Wu) R.C.Fang: Sie kommt in Sichuan und Yunnan vor.[1]
  - Merremia yunnanensis var. yunnanensis: Sie kommt in den chinesischen Provinzen Sichuan, Yunnan und Guizhou vor:[1]

Nicht mehr in diese Gattung wird seit 2017 gerechnet:
- Merremia aegyptia (L.) Urb. => Distimake aegyptius (L.) A.R.Simões & Staples
- Merremia aurea (Kellogg) O’Donell => Distimake aureus (Kellogg) A.R.Simões & Staples
- Merremia cissoides (Lam.) Hallier f.  => Distimake cissoides (Lam.) A.R.Simões & Staples
- Merremia dissecta (Jacq.) Hallier f. => Distimake dissectus (Jacq.) A.R.Simões & Staples
- Merremia peltata (L.) Merr. => Decalobanthus peltatus (L.) A.R.Simões & Staples
- Merremia quinquefolia (L.) Hallier f. => Distimake quinquefolius (L.) A.R.Simões & Staples
- Merremia tuberosa (L.) Rendle => Distimake tuberosus (L.) A.R.Simões & Staples
- Merremia umbellata (L.) Hallier f. => Camonea umbellata (L.) A.R.Simões & Staples
- Merremia vitifolia (Burm.f.) Hallier f. => Camonea vitifolia (Burm.f.) A.R.Simões & Staples